# Leptopanorpa inconspicua
Leptopanorpa inconspicua är en näbbsländeart som beskrevs av Maurits Anne Lieftinck 1936. Leptopanorpa inconspicua ingår i släktet Leptopanorpa och familjen skorpionsländor. Inga underarter finns listade i Catalogue of Life.